# 대만 공산당
대만 공산당(台湾共产党, 臺灣共產黨)은 1928년 대만일치시기에 세워진 대만의 정당이다. 일본령 대만 시절에는 일본 제국이 행사하는 식민 지배에 저항하는 독립운동, 반제국주의 운동을 이끌었으며, 중화민국 편입 후에는 중국 국민당에 반대하는 활동을 하였으나 2.28 사건이 일어나면서 해체되었다. 살아남은 대만 공산당원들은 대만 민주자치동맹이라는 중국 공산당의 위성정당으로서 계승되었다.

## 역사
공식적으로는 1928년 4월 5일에 창당되었으며, 창당은 1925년부터 계획되었다. 초기 창당 멤버들은 빈농을 포함해서 소련, 일본, 중국에서 교육을 받은 진보적 지식인들이었다. 1927년에는 같은 코민테른 가맹 정당인 일본 공산당과 중국 공산당이랑 자매 정당을 맺었으며, 1929년에는 조선공산당재건위원회와 자매 정당을 맺었다.
창당 후 대만 북부에서 항일 투쟁에 동참했으며, 농민 봉기와 파업을 지원했지만, 1931년 일본 제국에 의해 강제 해산된다. 하지만 대만 내에 남아있던 공산주의자들은 일본 제국이 패망하는 시기까지 항일 운동에 동참했으며, 일본 제국이 패망한 후에는 1946년부터 중국 국민당이 주도하는 원주민 차별 정책과 친자본가 정책에 반대하여 반-국민당 정치운동을 주도했고, 1947년 2·28 사건으로 인해 숙청을 당했다.
1947년 국민당의 대대적인 숙청 작업으로부터 살아남은 당원은 중국 대륙으로 망명한 다음 대만 민주자치동맹을 창당했으며, 일부는 대만 내에 남아서 지하 계급투쟁 운동을 이끌었다. 대만 민주화 후에는 노동운동가, 지식인들이 1989년에 노동당을 창당하여 사실상 대만 내에서 공산당의 명맥을 유지중이다.

## 같이 보기
- 노동당 (대만)
- 대만 민주자치동맹
- 대만 공산당 (2008년)